# Virtuele werkelijkheid
Virtuele werkelijkheid, schijnwerkelijkheid oftewel virtuele realiteit (VR) simuleert een omgeving via een computer om een gebruiker via diverse zintuigen onder te dompelen in een schijnervaring. De meeste VR-omgevingen zijn visueel en auditief, via speciale stereoscopische brillen en geluid. Geur- en tasteffecten worden zelden toegevoegd. Waarschijnlijk bedacht internetpionier Jaron Lanier, oprichter van VPL Research het woord in 1989. Het bedrijf bouwde vroege VR-systemen in 1980. Het begrip wordt vaak in één adem genoemd met cyberspace en internet.

## Interactie
Doorgaans kunnen gebruikers interactie hebben met of in de VR-omgeving via een keyboard of randapparatuur zoals een head-mounted display (hmd), de dataglove of cybergloves, bewegingssensoren, bodysuits, of een 3D-muis. De simulatie kan lijken op een omgeving uit de werkelijkheid, zoals bij piloottrainingen, maar het kan ook anders, bijvoorbeeld bij het manipuleren van 'virtueel' DNA.
Als bijvoorbeeld de oriëntatie en eventueel ook de locatie van het hmd (en dus het hoofd) wordt gedetecteerd dan kan de software zorgen voor overeenkomstige aanpassing van het beeld.

## Creatie
In de praktijk is het lastig en computerintensief om een geloofwaardige VR-omgeving te creëren. Een handige standaardtaal om een VR-wereld op te zetten is de taal VRML (Virtual Reality Markup Language) samen met de standaard X3D. 3D-scripttalen zijn te vergelijken hoe HTML op internet bekend werd inzake 2d-technieken. Met X3D versmelten deze talen in de nieuwe XML-taal. Een voorbeeld van VRML is te vinden via het Groninger Museum. Dit museum gaf in 1999 Nederlands beeldend kunstenaar Martin Sjardijn opdracht een virtueel museum te bouwen dat via internet bereikbaar is.
Sinds 2015 is er een sterke groei in software development kits voor VR-omgevingen, mede doordat VR dan een doorbraak kende in de wereld van de computerspelen. Enkele voorbeelden van zo'n kits zijn OpenVR en OSVR.

## CAVE

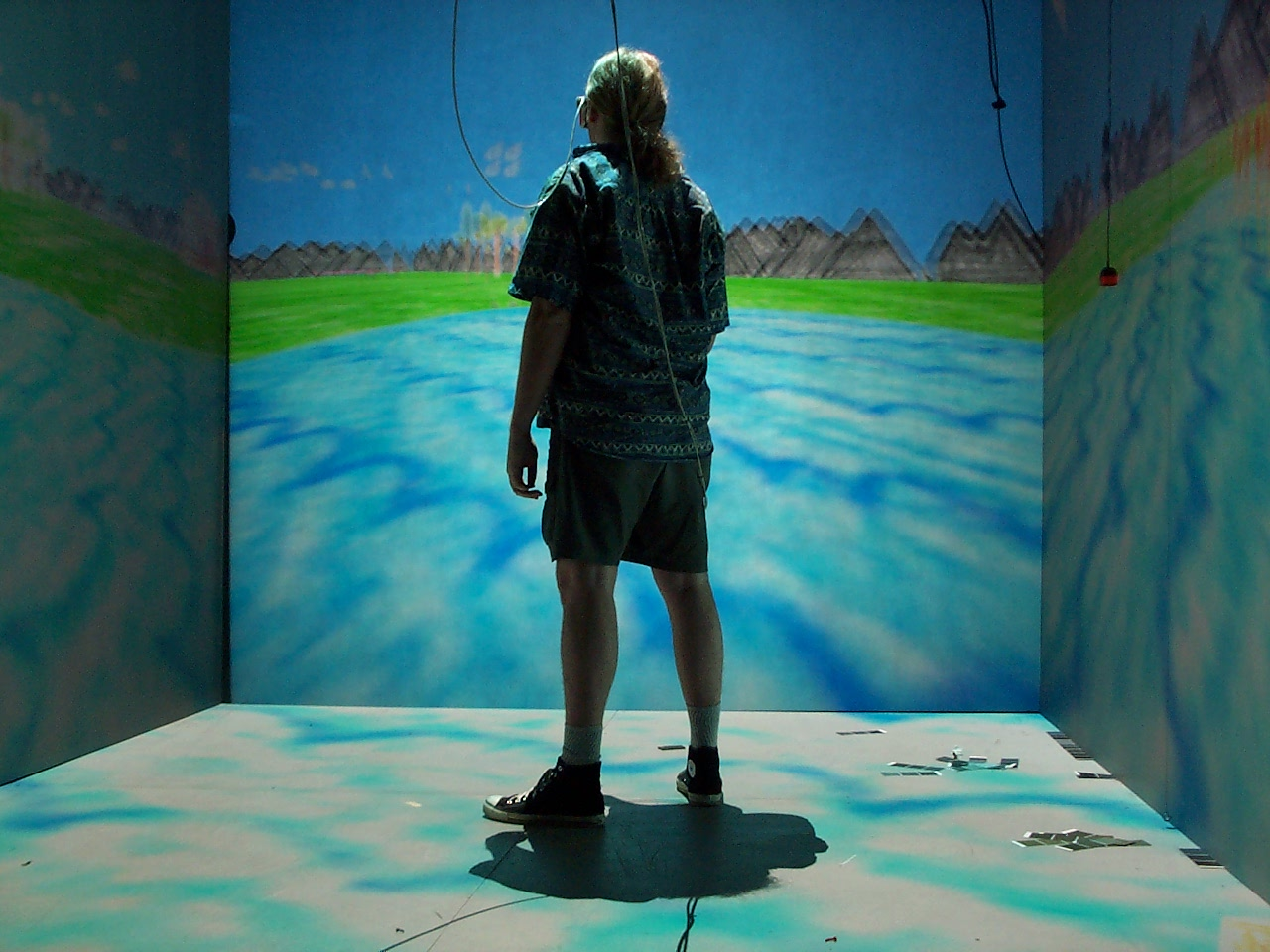
Een CAVE van binnen.

Naast de Head Mounted Display, waarbij men in visueel opzicht volledig in VR verkeert (immersive VR), is een milder voorbeeld de CAVE. Men heeft daarbij een redelijke overgang van de visuele werkelijkheid naar de virtuele realiteit. Een Cave is een kamer van projectiewanden, waarbij er op de wanden beelden geprojecteerd worden. In combinatie met de shutter glasses die de gebruikers van de Cave dragen, lijkt alles in 3d uit de muren te komen. Doordat er op de shutter glasses een positionerings-sensor zit, zijn objecten van andere kanten te bekijken door rond te lopen en te bukken. Met cybergloves krijgt de gebruiker de indruk objecten vast te pakken.
Het rekenkundig instituut SARA in Amsterdam heeft een CAVE voor onderzoekers uit disciplines zoals medisch onderzoek, psychologie, wiskunde, economie en chemie. Complexe infrastructurele werken (aquaducten, viaducten en bruggen) worden in deze CAVE gerepresenteerd en beoordeeld op hun doelmatigheid door experimentele driedimensionale tijdsverbanden te vergelijken.
VR ontwikkelaar VisionaiR 3D uit Tilburg heeft een CAVE-systeem voor publiek. De Universiteit van Groningen noemde haar CAVE de Reality Cube. Deze wordt voor onderzoek gebruikt en voor commerciële toepassingen. Een cilindrisch scherm dompelt grotere groepen via stereoprojectie onder in de virtuele realiteit. Ook het bedrijf Movares maakt virtuele werelden.

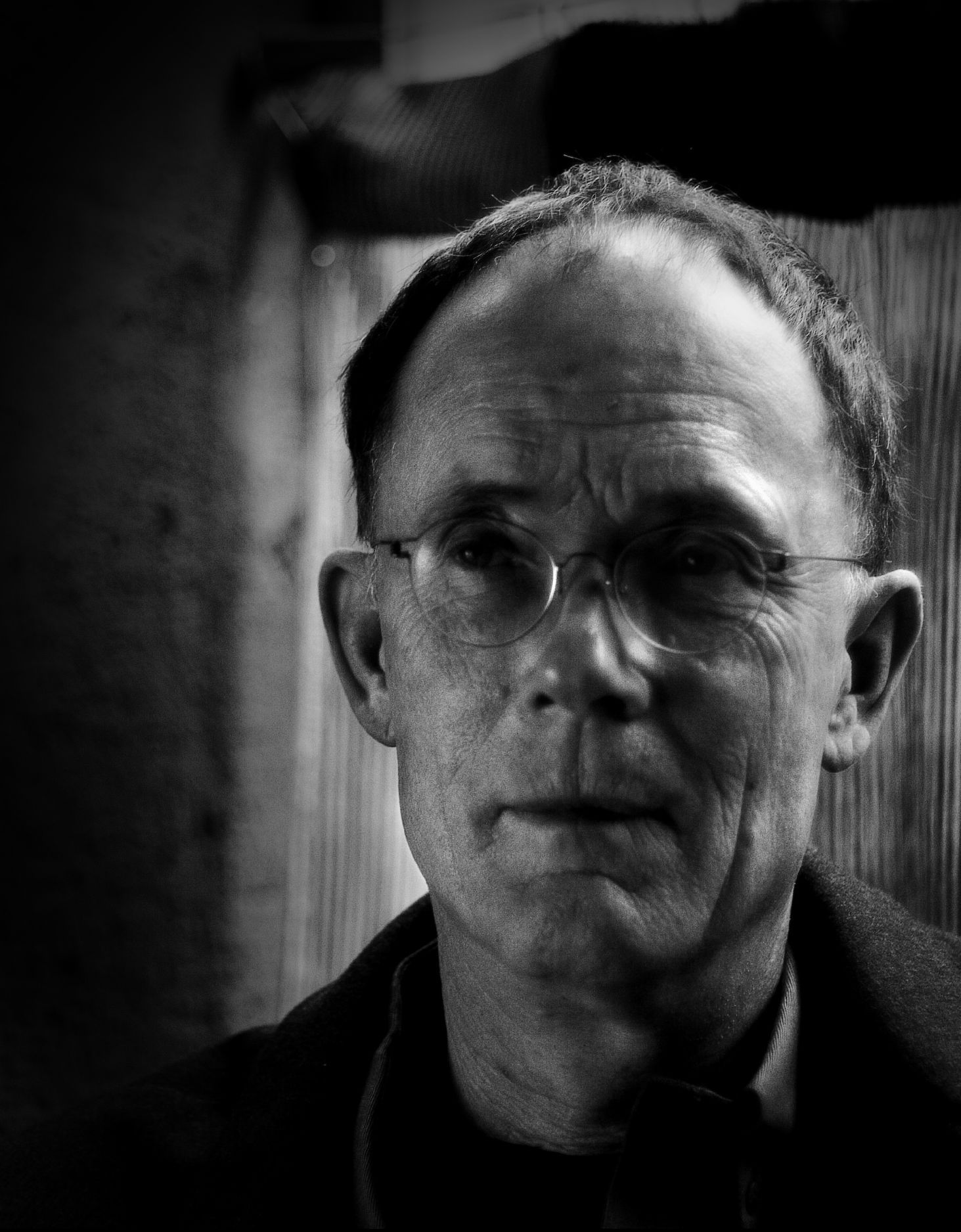
William Gibson op zijn zestigste verjaardag, bedenker van het woord cyberspace.

## Toekomst

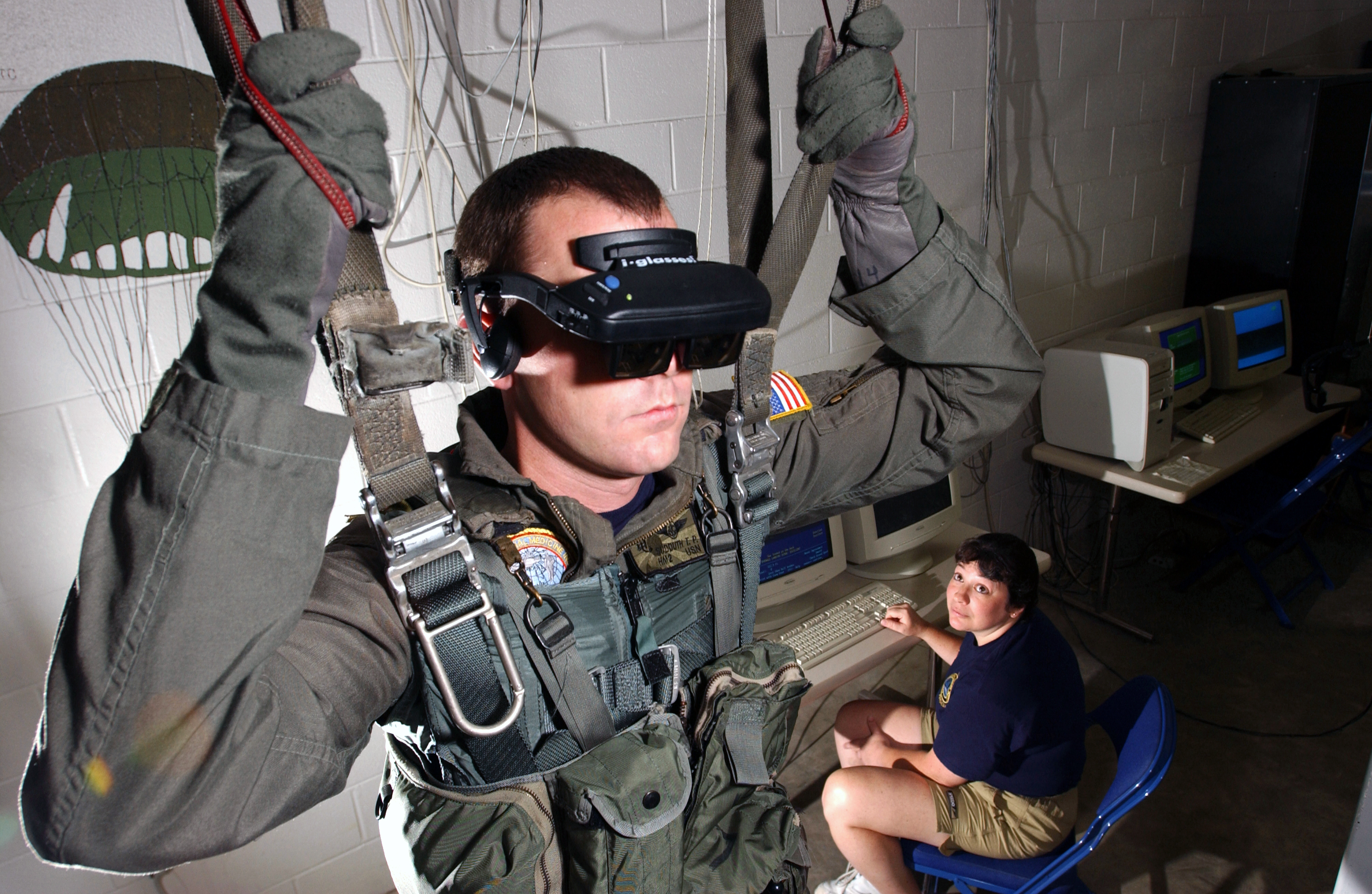
Amerikaanse parachutisten met VR-bril.